# Teodora Boberić
Teodora Boberić (serbisch-kyrillisch Теодора Боберић, * 2. September 2005) ist eine serbische Leichtathletin, die im Weit- und Dreisprung an den Start geht.

## Sportliche Laufbahn
Erste Erfahrungen bei internationalen Meisterschaften sammelte Teodora Boberić im Jahr 2021, als sie bei den U20-Balkan-Hallenmeisterschaften in Sofia mit einer Weite von 12,72 m die Silbermedaille im Dreisprung gewann. Im Juni siegte sie mit 13,14 m bei den U20-Balkan-Meisterschaften in Istanbul und anschließend gelangte sie bei den Balkan-Meisterschaften in Smederevo mit 12,60 m auf Rang elf, ehe sie bei den U20-Europameisterschaften in Tallinn mit 12,65 m in der Qualifikationsrunde ausschied. Anschließend gewann sie bei den U18-Balkan-Meisterschaften in Kraljevo mit 13,01 m die Silbermedaille im Dreisprung und belegte im Weitsprung mit 5,75 m den achten Platz und dann verpasste sie bei den U20-Weltmeisterschaften in Nairobi mit 12,76 m den Finaleinzug. Im Jahr darauf belegte sie bei den U20-Balkan-Hallenmeisterschaften in Belgrad mit 12,70 m den vierten Platz im Dreisprung und im Juni siegte sie mit 13,23 m im Dreisprung bei den U18-Balkan-Meisterschaften in Bar und sicherte sich im Weitsprung mit 6,12 m die Silbermedaille und gelangte mit der serbischen 4-mal-100-Meter-Staffel mit 48,17 s auf Rang vier. Anschließend gewann sie bei den U18-Europameisterschaften in Jerusalem mit 13,36 m die Silbermedaille im Dreisprung und belegte im Weitsprung mit 6,19 m den fünften Platz. Im August schied sie dann bei den U20-Weltmeisterschaften in Cali mit 12,54 m in der Dreisprungqualifikation aus. 2023 brachte sie bei der 2. Liga der Team-Europameisterschaft im Rahmen der Europaspiele in Chorzów keinen gültigen Versuch im Dreisprung zusammen. Anschließend gelangte sie bei den Balkan-Meisterschaften in Kraljevo mit 12,17 m auf Rang elf und gewann bei den U20-Europameisterschaften in Jerusalem mit 13,50 m die Silbermedaille. Im Jahr darauf siegte sie mit 13,30 m bei den U20-Balkan-Hallenmeisterschaften in Belgrad und gelangte kurz darauf bei den Balkan-Hallenmeisterschaften in Istanbul mit 13,28 m auf den neunten Platz. Im August gelangte sie bei den U20-Weltmeisterschaften in Lima mit 13,02 m auf den neunten Platz. 
2025 belegte sie bei den Balkan-Hallenmeisterschaften in Belgrad mit 13,13 m den fünften Platz.
2022 wurde Boberić serbische Meisterin im Dreisprung im Freien sowie 2023 in der Halle.

## Persönliche Bestleistungen
- Weitsprung: 6,24 m (+0,3 m/s), 20. Mai 2023 in Zagreb
- Dreisprung: 13,51 m (+0,3 m/s), 7. August 2023 in Jerusalem